# مقدر متسق

{ T _{1} ، T _{2} ، T _{3} ، ...} عبارة عن سلسلة من المقدرات للمعلمة θ _{0} ، والتي قيمتها الحقيقية هي 4. هذا التسلسل المتناسق: تزداد المقدرات تركيزًا بالقرب من القيمة الحقيقية θ _{0} ؛ في نفس الوقت ، هذه المقدرات فيها انحياز. التوزيع المحدود للتسلسل هو متغير عشوائي متحلل يساوي θ _{0} مع الاحتمالية 1.

في علم الإحصاء ،  المقدر المتّسق أو المقدر المتّسق بشكل مقارب هو المقدر الذي لديه خاصية أنه كلما زاد عدد نقاط البيانات المستخدمة في التقديرإلى أجل غير مسمى ، فإن تسلسل التقديرات الناتج يتقارب في الاحتمال إلى θ 0  أي أن التقدير للمعلمة يقترب بشكل أفضل إلى القيمة الحقيقية لها . هذا يعني أن توزيعات التقديرات تصبح أكثر تركيزًا بالقرب من القيمة الحقيقية للمعلمة التي يتم تقديرها ، بحيث يقترب احتمال تقارب التقدير للمعلمة إلى θ 0 إلى واحد. وللعلم فإن المقدر هو  قاعدة لحساب تقديرات المعلمة θ 0 -